# Full metal otaku
Full metal otaku è stato un programma televisivo italiano di genere rotocalco, andato in onda su Canal Jimmy nel marzo 2005, dal lunedì al venerdì alle 18:00 per un totale di 18 puntate, condotto da Andrea Materia e Claudia Alì.

## Il programma
Il programma, la cui prima puntata è stata trasmessa il 1º marzo 2005, era strutturato come una striscia quotidiana della durata di 6 minuti ed offriva informazioni, curiosità e notizie sul mondo del cinema orientale, dei manga, degli anime.